# Kobresia falcata
Kobresia falcata är en halvgräsart som beskrevs av Fa Tsuan Wang, Tang och Pei Chun Qiong Li. Kobresia falcata ingår i släktet sävstarrar, och familjen halvgräs. Inga underarter finns listade i Catalogue of Life.